# Tuvshinbayar Naidan
Tuvshinbayar Naidan (Mongools: Найдангийн Түвшинбаяр) (Ajmag Bulgan, 1 juni 1984) is een Mongoolse judoka.
Hij komt uit in de klasse tot 100 kg. Bij de Aziatische Spelen behaalde hij in 2007 de zilveren medaille en in 2008 de bronzen medaille. In 2008 tijdens de Olympische Zomerspelen in Peking won hij de gouden medaille. Dit was het eerste olympisch goud voor Mongolië ooit.